# Overhaulin'

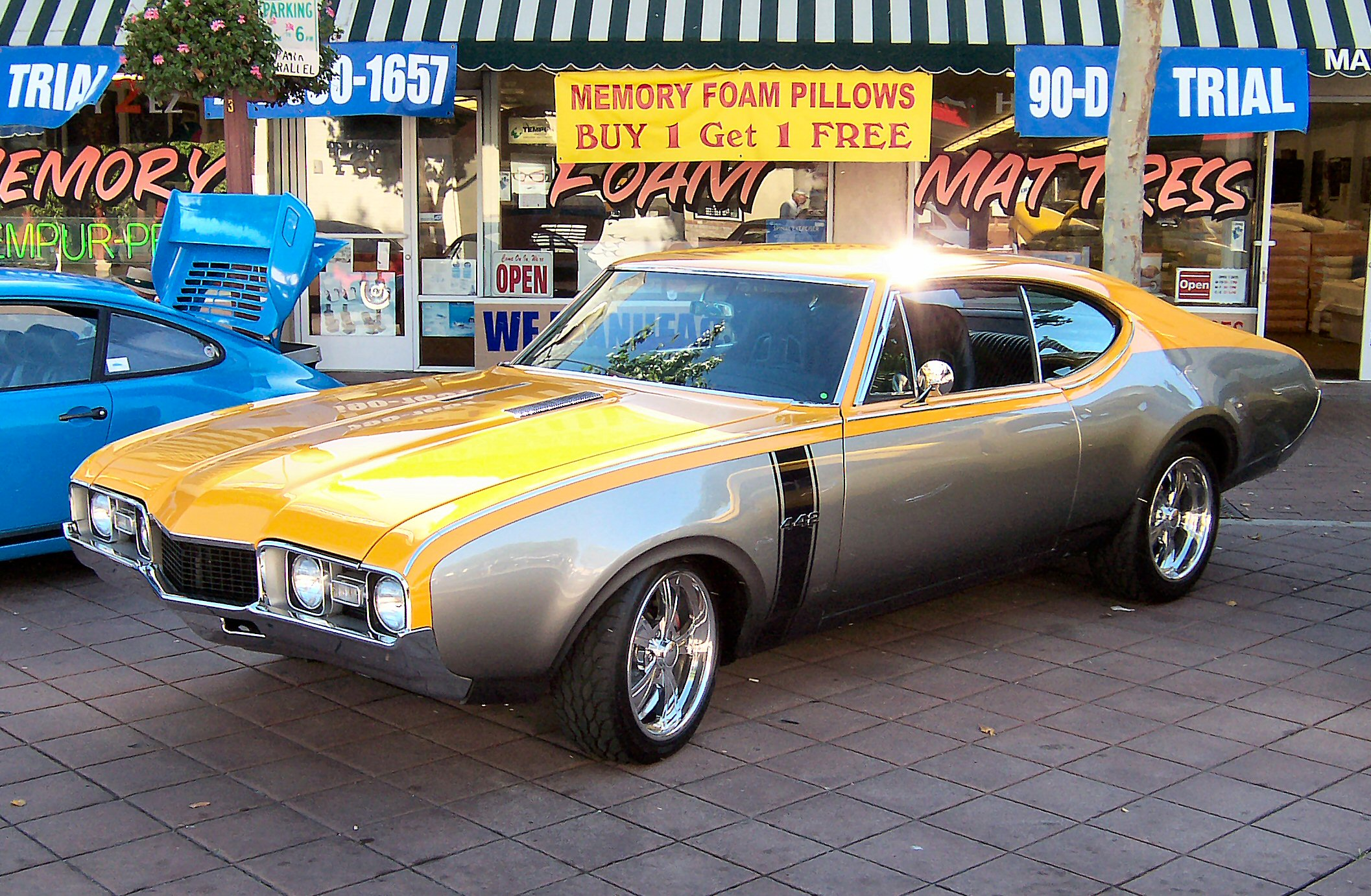
Esse antigo automóvel foi reformado no Overhaulin' 2ª temporada, episódio 3.

Overhaulin' é um programa apresentado pela TLC nos Estados Unidos e pelo canal pago Discovery no Brasil. Em junho de 2019, foi anunciado que o programa voltaria para uma nova temporada em 16 de novembro de 2019 em Motor Trend.